# 황항근
황항근(黃恒根, 1895년 3월 10일 ~ ?)은 일제강점기의 관료로 호는 취당(翠堂)이다.

## 일제 강점기
강원도 춘천 출신이며 1913년 춘천농업고등학교를 졸업하였다. 1914년 4월 강원도 농업기수에 임명, 1917년 5월부터 강원도 통천군 판임관견습을 지내다가 1918년 6월 통천군 서기에 임명되었다.
1922년부터 평강군 속을 지내다가 1928년부터 화천군 속을 지냈다. 평강군 속으로 재직 중이던 1922년 9월 평강청년회 간사를, 1925년 12월 평강구락부 상무위원을 맡았다. 1930년 3월 강원도 이천군 속으로 옮겨 서무계에서 근무하다 1932년 6월 서무계 주임으로 승진하였다. 1932년 10월 조선쇼와5년국세조사기념장을 받았다. 1933년 10월 평창군 속으로 옮겨 서무계 주임을 맡았다가 1934년 5월부터는 내무계 주임도 겸했다. 1934년 10월 농지령의 실시와 함께 강원도 평창군 소작위원도 맡았다.
1935년 6월 고등관 7등의 군수로 승진해 강원도 정선 군수로 부임하였다. 1935년 10월 시정25주년기념표창을 받았고 1937년 12월 청년단을 비상시국 극복과 연락 통일을 목적으로 강원도연합청년단으로 통합할 때 평의원을 맡았다가 고등관 6등으로 승급하였다. 1938년 1월 횡성군수로 옮겨 재직하였다.
1938년 2월 종7위에서 정7위로 승서, 횡성군수로 근무하며 횡성군농회 회장을 겸했다. 1940년 3월 혼6등 서보장 받았으며 6월 고등관 5등으로 승급했다. 1940년 8월 종6위로 승급하여 1942년 8월 퇴직하였으며, 퇴직 후 1942년 강원식산주식회사 철원지점장을 지냈다.

## 해방 이후
군경후원회 강원도지부장, 강원도선거위원장, 강원흥업주식회사 사장, 흥국기업주식회사 사장, 강원도 축산동업조합연합회 회장, 유도회 강원도지부장을 역임했다. 1958년 자유당 강원도 재정부장을 맡았다.